# 贡纳尔·加布里埃尔松
贡纳尔·加布里埃尔松（瑞典語：Gunnar Gabrielsson，1891年6月17日—1981年3月29日），瑞典男子射击运动员。他曾代表瑞典参加1920年夏季奥林匹克运动会射击比赛，获得男子团体50米手枪银牌。